# Concatenatie
Concatenatie is een standaardoperatie in programmeertalen (een deelverzameling van formele talen) om twee strings (tekenreeksen) aan elkaar te koppelen. De strings "foo" en "bar" kunnen worden samengevoegd om "foobar" op te leveren. In veel programmeertalen is concatenatie een binaire operatie die wordt uitgevoerd door een operator tussen beide strings (de operanden) te zetten.
Een voorbeeld van concatenatie is: "wiki" + "pedia". Dit geeft: "wikipedia".

## Operator voor concatenatie
De operator om twee strings te concateneren verschilt per programmeertaal. Hieronder volgt een overzicht:
| Operator      | Programmeertaal                                                              |
| ------------- | ---------------------------------------------------------------------------- |
| +             | BASIC, C++, C#, Pascal, Delphi, JavaScript, Java, Python, Ruby, ActionScript |
| ++            | Haskell                                                                      |
| &             | Ada, AppleScript, VHDL, VBScript, Visual Basic                               |
| .             | Perl (t/m versie 5), PHP, Maple (t/m versie 5)                               |
| ~             | Perl 6                                                                       |
| \|\|          | Standaard SQL, PL/1, Rexx, Maple (vanaf versie 6)                            |
| <>            | Mathematica                                                                  |
| ..            | Lua                                                                          |
| ,             | J                                                                            |
| ^             | Ocaml, ML                                                                    |
| //            | Fortran                                                                      |
| paste         | R                                                                            |
| atom_concat/3 | SWI-Prolog                                                                   |

## Ander gebruik van concatenatie
- In Unix wordt het cat-commando gebruikt om de inhoud van twee bestanden te concateneren. Het resulterende bestand bevat de inhoud van twee of meer bestanden. Het cat-commando wordt meestal gebruikt om de inhoud van een bestand op het scherm weer te geven.

- In mobiele telefonie is het soms mogelijk om concatenatie op SMS-berichten toe te passen om de beperkte grootte van een bericht (meestal 160 tekens) op te heffen. Een SMS-bericht wordt door de verzendende mobiele telefoon gesplitst in meerdere delen en deze worden samengevoegd door het ontvangende toestel. Men betaalt wel voor elk bericht afzonderlijk. Door incompatibiliteiten tussen aanbieders en een gebrek aan ondersteuning in sommige mobiele telefoons wordt deze mogelijkheid niet overal gebruikt.

- In de wiskunde is concatenatie het samenvoegen van twee strings: het samenvoegen van de strings a en b levert ab. Dit wordt ook genoteerd als a||b.

- In de biologie is een instinct een concatenatie van reflexen.